# Myrmeleon ambiens
Myrmeleon ambiens är en insektsart som beskrevs av Navás 1912. Myrmeleon ambiens ingår i släktet Myrmeleon och familjen myrlejonsländor. Inga underarter finns listade i Catalogue of Life.